# Маретска линија
Маретска линија је био систем утврђења која је изградила Француска у јужном Тунису крајем 1930 их. Линија је имала за циљ да заштити Тунис од италијанске инвазије из италијанске колоније у Либији. Линија је заузимала триторију на којој су се путеви са југа према Тунису спајали, водећи према Марету, са Средоземним морем на истоку и планинама на западу. Добила је име по оази Марет која се налазила у склопу линија одбране.
Налазила се у сувом кориту (вади) риеке Зигзауа, између масива Матмата и Средоземног мора.

## Позадина

### Француска стратегија
Тридесетих година 20. века одбрана француског колонијалног царства (Француска Индокина, Пацифичка острва, Западна Индија, афричке колоније и Сирија-Либан) препуштена је француској Легији странаца, колонијалним и „домаћим“ јединицама, Marine nationale (Морнарица) и Armée de l'Air (Ваздухопловне снаге). До касних 1930-их, морнарица је имала само један носач авиона, а Armée de l'Air је могла да резервише само другоразредне авионе. Алжир, Мароко и Тунис су обезбедили већи део људства Армее колониале, а Тунис, са италијанском колонијом Либијом на истоку, био је изузет од приоритета датог одбрани метрополитанске Француске.  
Француски планови за одбрану Туниса претпостављали су да ће Италија покренути огроман напад којем Француска неће моћи лако да се супротстави. Очекивало се да ће Италија покренути нападе на Египат и Тунис чим буде објављен рат, а италијанска морнарица ће обезбедити снабдевање и блокирати било какву значајну помоћ Англо-Француској. Са снагама од шест дивизија, тврђавском дивизијом и коњичком дивизијом за одбрану Туниса, способне само за локалне операције са ограниченим циљевима. Француска војска разматрала је изградњу „Мажино линије у пустињи“ (ligne Maginot du désert).

### Географија
Централним Тунисом доминирају планине Атлас, док су северни и јужни делови углавном равни. Примарна карактеристика на југу су брда Матмата, ланац који иде у правцу север-југ отприлике паралелан са обалом Средоземног мора. Западно од брда, земља је негостољубиви Џебел Дахар и пустињски регион Дехар даље на западу, што чини регион између брда и обале јединим лако проходним приступом северном Тунису.  Мања линија брда иде у правцу исток-запад дуж северне ивице ланца Матмата, што додатно компликује овај приступ. На крајњем северном крају брда Матмата налази се Тебага јаз. Од Средоземног мора обална равница се благо уздиже до брда Матмата. Равница се састоји од шљунка и песка, са соланама између пешчаних предела, који се после слабе кише претварају у мочваре и постају непроходни за возила на точковима. Постоје бројни вади од брда до мора, укључујући већи Вади Зеусс и Вади Зигзаоу. У унутрашњости, извори вадија су стрми и стеновити, шире се у близини обале, корита имају потоке или муљевито дно, са чвршћим областима које могу да пређу возила. 

### Планови
У јануару 1934. почело је планирање нових утврђења; Пешадијски официри изабрали су места за упоришта да доминирају тереном испред са преклапајућим пољима ватре. Године 1936, француска влада је обезбедила средства за изградњу након што је Италија формирала осовину Рим–Берлин са Немачком, стварајући већу претњу француској безбедности у Северној Африци. Казамати  пројектовани за маретску линију имали су много мање бетона од упоредивих примера у Француској и нису имали јаму (зазор) већ стабилна врата, у случају да је доњи део био блокиран крхотинама. Септембра 1936. године, током састанка са генералом Жозефом Жоржом, договорено је да се мора завршити утврђивање линије Марета, Бизерте, Меденине, Бен Гардана и Фоум Татауина (Татауин). Меденин, Бен Гардан на западу и Татауин на истоку, били су јужно од предложене линије, а Татауин је место где су путеви до Марета пролазили кроз уско грло између планине Матмата и мора.
Линија је била подељена на источни и западни сектор са главном линијом отпора и резервном линијом око 1,5 км иза. Одбрамбени сектор (ОС) је требало да се изгради на стеновитом платоу Дахар, који је касније постао део ОС преко брда Матмата до Кебилија на ивици Чот ел Ђерида. Чот и Чот Ел Феђај су се одводили преко Туниса у Вади Акарит, преко Туниса, али Вади Акарит је био само у низу утврђен, а Французи су се концентрисали на линију Марет 50 км јужно, да би покрили Габес. Јаз између линије Марета и Великог источног пешчаног мора, потенцијалног пута којим би освајач могао да заобиђе линију Марет, није разматран све до 1938. Генерал Жорж Катру и пуковник Гоч су прегледали подручје и у својој процени су предвидели да ће три дивизије могао напредовати од либијске границе до Ксар (утврђено село) ел Халуф и Бир (бунар) Солтане за шест дана, а затим напредовати у јазове са обе стране Џебел Мелаба и оних између Џебел Тебаге и брда Матмата. 

## Други светски рат
По капитулацији Француске 1940, Италијани су де-милитаризирали утврђења, остављајући само неке запреке. Са сломом Ромелове офанзиве послије битке код Ел Аламејна, Италијани и Нијемци ужурбано обнављају утврђења, у року од два и по мјесеца. Граде 40 км противтенковских ровова, 170 км препрека од бодљикаве жице, и око 100.000 противтенковских и 70.000 противпјешадијских мина. Граде се и друге запреке и предположај испред старе линије.
Послије битке код Меденина 6. марта 1943, Ромелове снаге се повлаче на М. заједно са италијанским снагама (2 оклопне, 6 пјешадијских дивизија). Британска 8. армија (око 8 дивизија) генерала Монтгомерија 17/18. марта почиње с почетним нападима. Британци, уз јаку подршку ваздухопловства, успијевају углавном да обиђу М. обиласком око платоа Матмата. Послије огорчених вишедневних борби, ноћу 27/28. марта се главнина њемачких и италијанских снага повлачи према сјеверу у правцу Кабиса, да избјегне окружење.
Британци су заробили 2500 Нијемаца и 4500 Италијана.